# Neritos flavibrunnea
Neritos flavibrunnea là một loài bướm đêm thuộc phân họ Arctiinae, họ Erebidae.